# پتار رتکوف
پتار رتکوف (انگلیسی: Petar Ratkov؛ زادهٔ ۱۸ اوت ۲۰۰۳) بازیکن فوتبال اهل صربستان است.
وی همچنین در تیم‌های ملی فوتبال زیر ۲۱ سال صربستان و صربستان بازی کرده‌است.